# Море Бофорта

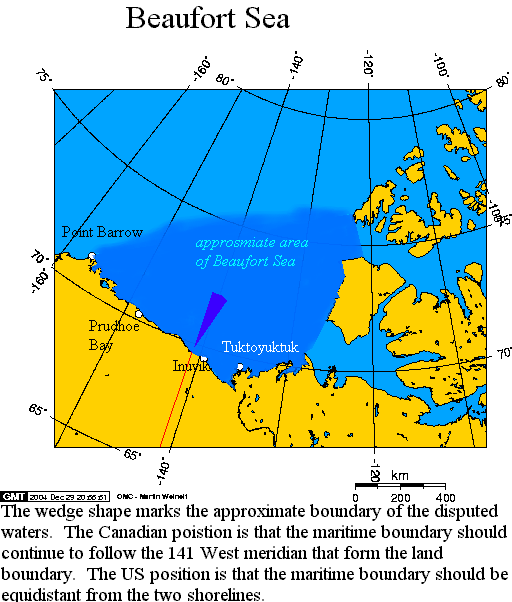
Приблизні межі моря Бофорта. Темний сектор — спірна акваторія між Канадою та США.

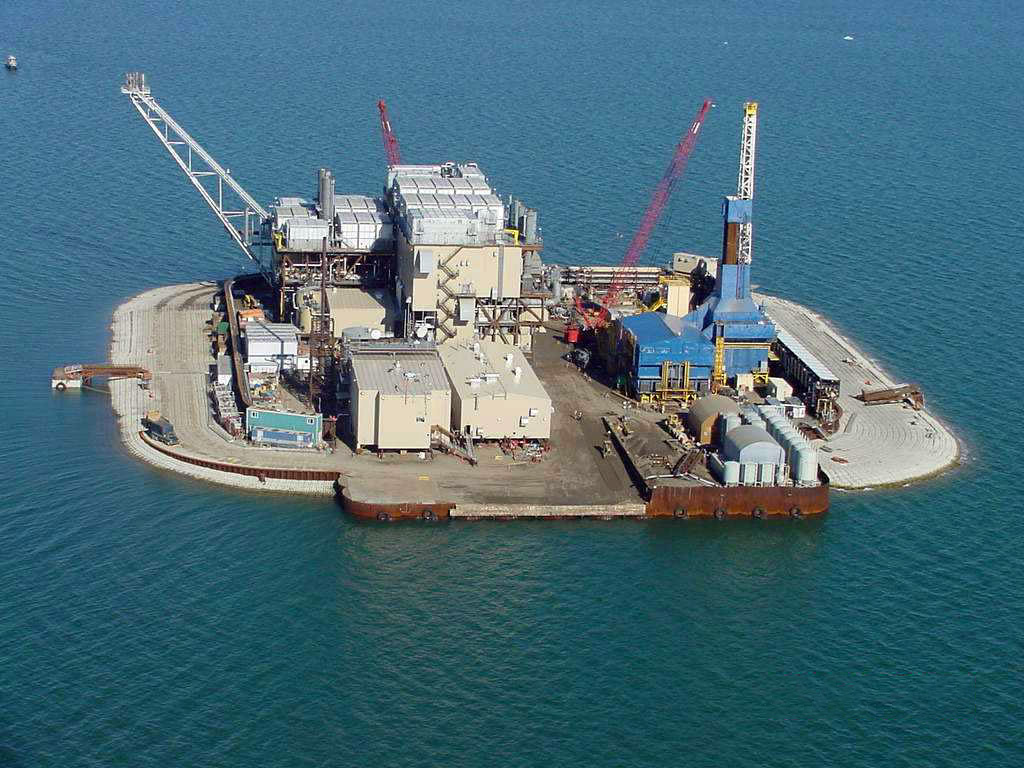
Northstar Island — штучний острів у морі Бофорта.

Море Бофорта — окраїнне море Північного Льодовитого океану.
Омиває північне узбережжя Північно-західних територій, Території Юкон, та Аляски. До моря примикає західна частина Канадського Арктичного архіпелагу. Північно-західною межею моря Бофорта визначена лінія від мису Барроу (Аляска) до мису Лендс Енд, острів Принца Патріка. Площа моря близько 476 000 км². Припливи в основному півдобові, величина припливу в межах 0,3 — 0,5 м. Назву море отримало від імені британського гідрографа сера Френсіса Бофорта.
В море впадає велика річка Макензі, а також численні дрібні річки. Макензі приносить в канадську частину моря Бофорта 300 км³ прісної води і 85 млн тонн наносів щорічно. Північно-західні вітри, що посилюються під дією обертання Землі, викликають випадання наносів переважно на схід від дельти річки, в той час, як східні вітри здійснюють протилежну дію.
З огляду на те, що ця частина Північного Льодовитого океану до сьогодні є відносно незачепленою комерційним судноплавством, вона є важливим місцеперебуванням для китів і морських птахів.
Станом на 2006 рік існує суперечка між США та Канадою стосовно делімітації морського кордону в морі Бофорта.
Найбільшим природним ресурсом моря вважають поклади нафти на шельфі, що є геологічним продовженням доведених родовищ в околицях річки Макензі та на так званому Північному Схилі (частина території Аляски).
Вперше море Бофорта було досліджене в 1960-ті роки, а перша морська нафтовидобувна платформа була відкрита в 1986.
Практично вся акваторія моря Бофорта знаходиться під кригою протягом більшої частини року; північна частина вкрита постійними крижаними полями.

## Межі моря
Міжнародна гідрографічна організація так визначає межі моря Бофора::
- На півночі: від м. Барроу (Аляска) на північ до точки з координатами приблизно (72°00′ пн. ш. 156°00′ зх. д. / 72.000° пн. ш. 156.000° зх. д.) і далі до мису Лендс-Енд (острів Принца Патріка).(76°16′ пн. ш. 124°08′ зх. д. / 76.267° пн. ш. 124.133° зх. д.).
- На сході: від мису Лендс-Енд південно-західне узбережжя острова принца Патрика до мису Гріффітс, звідти до мису Принца Альфреда, далі західним узбережжям цього острова до мису Келлетт (острів Бенкс) і від нього до мису Батерст на материку. (70°36′ пн. ш. 127°32′ зх. д. / 70.600° пн. ш. 127.533° зх. д.).
- На півдні: берегом материка від мису Батерст до мису Барроу.

## Рельєф дна
Рельєф дна моря Бофорта досить складний. Уздовж берегової лінії тягнеться вузька (в основному до 150 км завширшки) шельфова зона. У структурно-тектонічному відношенні шельф моря Бофорта, що прилягає до північного берега Аляски, є частиною крайового передгірного прогину хребта Брукс на Алясці. Дно тут вирівняне і поступово знижується на північ. На окремих ділянках його прорізають підводні долини. Одна з них (Аляскинська) починається біля м. Барроу і прямує на північ. Інша (Хершел) розташована на північ від гирла річки Маккензі і, ймовірно, є затоплене продовження долини цієї річки. Підводна долина Хершел досить глибоко врізана в дно і, прямуючи на північ, прорізає верхню частину материкового схилу, переходячи у підводний каньйон. Інші поглиблення дна виражені менш помітно. У східній частині моря, в районі островів Бенкс і Принц Патрік, шельф трохи ширше, ніж в Аляски. Тут зустрічаються підводні підняття і мілини.
Материковий схил починається з глибини 200 м. Його крутість в основному змінюється від 1,5 до 4 °, але зустрічаються і круті ділянки (до 23 °). У верхній частині материкового схилу прослідковуються підводні уступи й ущелини. Материковий схил розчленований у берега Аляски сильніше, ніж в східній частині моря.
Ложе, обрамлене материковим схилом, утворює улоговину (іноді її називають улоговиною Бофорта) моря з глибинами понад 3000 м. На більшій частині цієї котловини дно є плоскою, досить рівною абісальною рівниною. В її центральній частині розташовано підняття Бофорта, найменша глибина над яким дорівнює 913 м. Воно у вигляді підводного хребта простягається приблизно по лінії від мису Принц Альфред (о. Бенкс) на південний схід, але не досягає материкового схилу біля берега Аляски.

## Клімат
Акваторія моря лежить в арктичному кліматичному поясі. Цілий рік переважає полярна повітряна маса. Льодовий покрив цілорічний. Низькі температури повітря цілий рік. Атмосферних опадів випадає недостатньо. Для південно-західної частини акваторії моря, на відміну від решти моря, характерна порівняно м'яка зима і холодне літо, в східній частині моря холодні арктичні зима і літо.

## Біологія
Акваторія моря утворює окремий екорегіон моря Бофорта арктичної зоогеографічної провінції. Зоогеографічнодонна фауна континентального шельфу й острівних мілин до глибини 200 м належить до арктичної циркумполярної області арктичної зони.

## Економічне значення
Головним природним ресурсом моря вважаються поклади нафти на шельфі, які є геологічним продовженням розвіданих родовищ на околицях річки Маккензі й на т.н. Північному схилі (частина території Аляски).
Вперше море Бофорта було досліджено в 1960-і роки, і в 1973 на Канадському шельфі була пробурена перша нафтова свердловина. Перша морська нафтовидобувна платформа була відкрита в 1986 році, коли компанія Gulf Canada видобула понад 50 тис. м нафти з природного резервуара Амаулігак, продавши її в Японію.